# Заглушка (теплотехника)
Заглушка — разновидность фитинга  , предназначенная для закрытия концевых отверстий в трубопроводах и изготовления ёмкостей. Материалом для изготовления заглушек может служить углеродистая и низколегированная сталь. Производятся преимущественно методом штамповки.

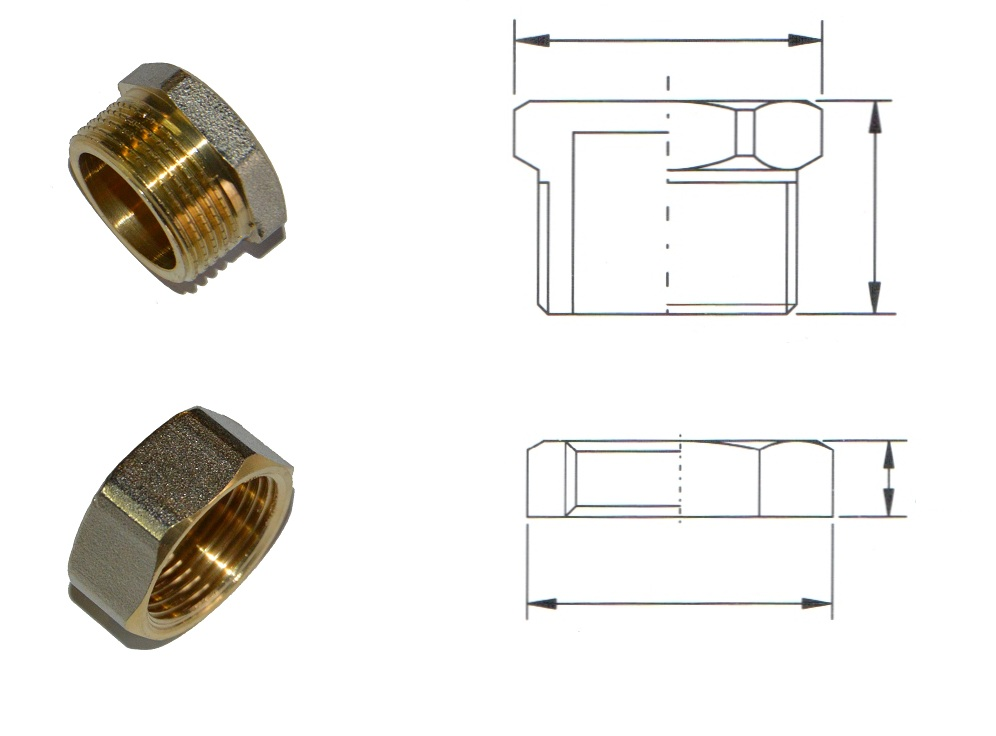
Заглушка для водопроводных труб.

## Сфера применения
Заглушки используют для того, чтобы перекрыть концевые отверстия трубопроводов, либо перегородить их просвет. Кроме того, заглушки применяются для изготовления емкостей, которые работают под давлением: котлов, сосудов, аппаратов, а также на предприятиях энергетической, нефтяной, газовой и химической промышленности.

## Виды заглушек
В зависимости от способа фиксации, заглушки труб делятся на фланцевые, межфланцевые, плоские приварные, поворотные, эллиптические, сферические и другие.
Фланцевые стальные заглушки переносят температуру рабочей среды от −70 до + 600 °C. Фланцевые заглушки высокоустойчивы к влиянию агрессивных сред. Такие заглушки труб употребляются для нефтегазовых и химических трубопроводов.
В трубопроводах с менее широким диапазоном температуры рабочей среды используются плоские приварные заглушки и эллиптические заглушки для труб.
Для каждой заглушки должны быть определены условное давление и условный проход.

## Прочие применения
Для поддержания чистоты труб при транспортировке.